# Radek Bejbl
Radek Bejbl (* 29. srpna 1972, Nymburk) je bývalý český fotbalista, který hrál na postu obránce či záložníka.

## Klubová kariéra

### Kluby
- FK Mladá Boleslav (1988 – 1990)
- SK Slavia Praha (1990 – 1996)
- Atlético Madrid (1996 – 2000)
- Racing Lens (2000 – 2002)
- SK Slavia Praha (2002 – 2005)
- SK Rapid Vídeň (2005–2007)
- FC Slovan Liberec (2007–2008)

### Začátky v Česku
Odchovanec nymburského Polabanu odešel jako mladší dorostenec do Mladé Boleslavi, kde již v 17 letech naskočil do profesionálního fotbalu (1989) a další rok přestoupil do prvoligové Slavie. Brzy si vydobyl pevné místo v základní sestavě. Svoji nejúspěšnější sezónu prožil v letech 1995/96, kdy se Slavií získal domácí titul a postoupil do semifinále Poháru UEFA, v němž vzbudil mezinárodní pozornost. Poté přestoupil do Atlética Madrid.

### Španělsko a Francie
Ve Španělsku prožil úspěchy jak na národní (dvakrát účast ve španělském poháru), tak na evropské úrovni (účast v Lize mistrů). Na španělský titul ale jeho mužstvo v těchto dobách nedosáhlo. Po sestupu Atlética z Primera División v roce 2000 opustil Bejbl se 105 mistrovskými zápasy a dvěma vstřelenými brankami Španělsko a odešel do prvoligového francouzského klubu Racing Lens.

### Návrat do Česka, Rakousko
Ve své druhé sezóně ale Bejbl ve Francii víceméně pouze vysedával na lavičce, a tak se v létě 2002 vrátil do SK Slavia Praha. Zde už však nedokázal navázat na své předchozí působení a 1. července 2005 znovu odešel do zahraničí. Za Slavii odehrál 240 zápasů a vstřelil 27 branek. Jeho novým působištěm se stal rakouský klub SK Rapid Wien, kde podepsal smlouvu do roku 2007. V roce 2008 ukončil hráčskou kariéru. Poslední sezónu odehrál v klubu FC Slovan Liberec, kde ale kvůli zraněním odehrál pouze 8 zápasů.

## Reprezentační kariéra
V reprezentaci U21 si zahrál i za někdejší Československo (3 zápasy na turnaji - proti Brazílii, Anglii a Portugalsku).
Za Česko nastoupil k 56 zápasům, ve kterých vstřelil 3 góly, dva zápasy odehrál ještě pod hlavičkou společné reprezentace ČSFR. S českou reprezentací se probojoval až do finále EURA 1996. Na tomto turnaji také vsítil svoji první reprezentační branku - vítězný gól na konečných 2:1 v zápase ve skupině proti Itálii. Zahrál si i na příštím, méně úspěšném EURU 2000, kde český tým nepostoupil ze základní skupiny. Jeho posledním reprezentačním utkáním byl zápas 6. června 2001 proti Severnímu Irsku, který český tým vyhrál 3:1.

## Úspěchy
- mistr Česka: 1995/96
- finalista Mistrovství Evropy: 1996
- dvojnásobný finalista španělského poháru Copa del Rey: 1999, 2000

## Osobní život
Je členem týmu Real TOP Praha, v jehož dresu se zúčastňuje charitativních zápasů a akcí.